# Prva futsal liga Srbije
Die Prva futsal liga Srbije (serbisch-kyrillisch Прва футсал лига Србије; serbisch für „Erste Futsal Liga Serbiens“), auch Прва лига Србије у малом фудбалу – Prva liga Srbije u malom fudbalu („Erste Liga Serbiens im kleinen Fußball“) genannt, ist die höchste Liga im serbischen Futsal, der dort eigentlich als Mali fudbal („kleiner Fußball“) bezeichnet wird.
Serbische Futsalvereine spielten zuvor in höchsten Futsal-Liga des sozialistischen Jugoslawien, die im Jahr 1988 gegründet und bis 1992 andauerte. Nach dem Zerfall des sozialistischen Jugoslawien 1992, wurde ein neues Jugoslawien gegründet, die Bundesrepublik Jugoslawien, welches aus den Teilrepubliken Serbien und Montenegro bestand. Sie behielt den Namen Jugoslawien bis 2003, als das Land seinen Namen in Serbien und Montenegro änderte. Diese Vereinigung dauerte bis 2006, sodass Montenegro nach der Unabhängigkeit beider Republiken eine eigene Liga bildete. Seitdem ist es ein Wettbewerb ausschließlich für Mannschaften aus Serbien, denn innerhalb der Organisation hat der Fudbalski savez Srbije (FSS), der Serbische Fußball-Bund, die Nachfolge des jugoslawischen Fußball-Bundes angetreten.
Rekordsieger mit sechs Meisterschaften ist der KMF Ekonomac aus der Stadt Kragujevac.